# Linognathus cervicaprae
Linognathus cervicaprae är en insektsart som först beskrevs av Lucas 1847.  Linognathus cervicaprae ingår i släktet Linognathus och familjen nötlöss. Inga underarter finns listade i Catalogue of Life.